# Титанопсис
Титано́псис (лат. Titanopsis) – род растений семейства Аизовые. Листовые суккуленты, растут в природе в каменистых пустынях Южной Африки и Намибии.

## Описание
Растения рода Титанопсис растут компактно. Четыре-восемь листьев побега образуют плотные розетки. Треугольные или булавовидные листья имеют длину от 20 до 25 миллиметров. Их поверхность бородавчатая сверху и гладкая у основания. Белые, зеленые, медные, розовые или красноватые «бородавки» состоят из группы разнообразных дубильных идиобластов, покрытых слоем мелких клеток.
Прицветники отсутствуют. Цветков бывает от одного до трех. Чашелистики почти одинаковые. Их лепестки желтые и часто оранжевые или пурпурные на кончике. Тычинки образуют широкий конус. Большой венкообразный нектарник имеет форму кольца.
Плоды с шестикратной коробочкой имеют черешок и диаметр от 6,5 до 8 миллиметров. Они от плоских до конических наверху и прозрачны. Крылья створок расширены у основания и прямоугольные или сужены к концу. Небольшие затворы могут отсутствовать. Семена от белого до светло-коричневого цвета имеют длину от 0,5 до 0,9 мм и ширину от 0,4 до 0,7 мм.

## Таксономия
Titanopsis Schwantes, Z. Sukkulentenk. 2: 178 (1926).

#### Этимология
Titanopsis: родовое латинское наименование от греч. τίτανος = «известь» и греч. όψις «подобный»; в виду листьев покрытых бугорками, которые делают представителей данного рода похожими на куски известняка.

#### Синонимы
Гетеротипные (основанные на разных номенклатурных типах):
- Verrucifera N.E.Br., 1930

## Виды
Подтвержденные виды по данным сайта Plants of the World Online на 2023 год:
- Titanopsis calcarea (Marloth) Schwantes — Титанопсис известковый
- Titanopsis hugo-schlechteri (Tischer) Dinter & Schwantes
- Titanopsis primosii L.Bolus ex S.A.Hammer
- Titanopsis schwantesii (Dinter ex Schwantes) Schwantes

- Titanopsis calcarea
- Titanopsis hugo-schlechteri
- Titanopsis primosii
- Titanopsis schwantesii